# Urs Salzmann
Pour les articles homonymes, voir Salzmann.
Urs Salzmann, né le 3 juillet 1954 à Regensdorf, est un bobeur suisse notamment champion du monde en 1982 et médaillé de bronze aux Jeux olympiques de 1984 en bob à quatre.

## Carrière
Urs Salzmann est champion du monde en bob à quatre en 1982 à Saint-Moritz (Suisse). Il participe ensuite aux Jeux olympiques d'hiver de 1984, organisés à Sarajevo en Yougoslavie, avec Rico Freiermuth, Silvio Giobellina et Heinz Stettler. Dans le bob Suisse I piloté par Giobellina, il gagne la médaille de bronze derrière les deux bobs est-allemands. En 1985, Salzmann est médaillé de bronze en bob à quatre aux championnats du monde de Cervinia (Italie).

## Palmarès

### Jeux Olympiques
- : médaillé de bronze en bob à 4 aux JO 1984.

### Championnats monde
- : médaillé d'or en bob à 4 aux championnats monde de 1982.
- : médaillé de bronze en bob à 4 aux championnats monde de 1985.